# Károly Bajkó
Károly Bajkó (n. 1 august 1944, Bichiș, Békés, Ungaria – d. 9 iunie 1997, Budapesta, Ungaria) a fost un luptător ce a reprezentat Ungaria, medaliat olimpic. A participat la 3 ediții ale Jocurilor Olimpice (1964, 1968, 1972) în care a câștigat o medalie de bronz.